# Batalha de North Walsham
A Batalha de North Walsham foi uma batalha medieval travada em 25 ou 26 de junho de 1381, perto da cidade de North Walsham, no condado inglês de Norfolk, na qual um grande grupo de camponeses locais rebeldes foi confrontado pelas forças fortemente armadas de Henrique Despenser, bispo de Norwich. A batalha é significativa por ser a última ocorrência de qualquer grande resistência durante a Revolta Camponesa de 1381.
Despenser conseguiu suprimir a rebelião que eclodiu em Ânglia Oriental naquele verão. A princípio, sua força consistia em seu próprio séquito, mas o número aumentou quando os aristocratas viram tanto suas vitórias quanto a severa retribuição infligida aos rebeldes. Ele moveu-se para Ânglia Oriental em direção a Norwich e depois para North Walsham para lidar com os rebeldes, liderados por Geoffrey Litster, o chamado "Rei dos Comuns". Em North Walsham, os rebeldes foram derrotados de forma decisiva pelos homens de Despenser. Os cronistas medievais diferem em seus relatos do que aconteceu exatamente no confronto. Após a batalha, Litster foi capturado e executado por Despenser, mas os registros da época e as histórias subsequentes discordam sobre o destino de seu exército rebelde.

## Contexto

A Peste Negra desempenhou um papel fundamental na produção das condições para a Revolta dos Camponeses. Fragmento de uma miniatura das Crônicas de Gilles Li Muisis (Bibliothèque royale de Belgique).

A Revolta Camponesa de 1381 foi uma grande rebelião que se espalhou pela Inglaterra medieval durante o verão daquele ano. Suas causas são complexas. A queda da população causada pela Peste Negra, que chegou ao país em 1348, resultou em uma aguda escassez de mão de obra e, consequentemente, em salários mais altos. O Estatuto dos Trabalhadores (1351) foi uma lei promulgada durante o primeiro parlamento de Eduardo III, para tornar as leis trabalhistas e sua aplicação pretendida mais precisas e detalhadas, e também para permitir que o governo controlasse os salários. Teve o efeito de tornar a vida mais difícil para os camponeses, mas mais lucrativa para os proprietários de terras ricos. Um descontentamento maior irrompeu do comportamento daqueles nobres que governavam em nome do menino-rei Ricardo II, e também da posição da igreja; como muitos padres eram mal-educados e os próprios bispos e abades eram proprietários de terras, eram geralmente odiados pelo povo. Os sentimentos foram despertados por padres rebeldes como John Ball, que criticava a igreja onde quer que as pessoas comuns se reunissem para ouvir suas palavras.
A revolta começou em Essex, após a introdução de uma sucessão de impostos individuais altamente impopulares cobradas da população inglesa. Em 1377, as despesas da Guerra dos Cem Anos levaram o governo a criar uma capitação de quatro pence. Em 1380, isso triplicou, mas como muitos se recusaram a pagar, as receitas caíram. A imposição de uma terceira capitação em 1381 provocou agitação em Essex e Kent, que então se espalhou por toda a Inglaterra. De acordo com o Anonimalle Chronicle, as "ações malignas" dos comuns em Essex e Kent foram "por causa dos décimos e décimos quintos excepcionalmente severos e outros subsídios levemente concedidos nos parlamentos e extorsivamente cobrados dos pobres". Os eventos mais sérios foram os ocorridos em Londres entre 13 e 15 de junho. Durante o verão, rebeldes de Kent e Essex marcharam para Londres e, uma vez admitidos na cidade, conseguiram capturar a Torre de Londres. Ricardo II, que havia prometido concordar com todas as demandas dos camponeses, encontrou os rebeldes fora da cidade, onde o líder dos camponeses, Wat Tyler, foi morto e a rebelião terminou. Assim que foram derrotados, ficou claro para os rebeldes que eles não conseguiram obter o apoio do rei. Enquanto o rei estava em Waltham, Essex, uma proclamação foi emitida condenando os revoltosos e negando que tivesse aprovado suas ações. Em Waltham, Ricardo se recusou a ratificar as promessas que fez, pois acreditava que haviam sido extorquidas à força, acrescentando: "Vilões vocês ainda são, e vilões devem permanecer", e ameaçando vingança contra aqueles que se rebelaram.
As rebeliões em Essex, Kent e Londres se espalharam por muitos outros condados ingleses. Em Norfolk, a rebelião começou em 14 de junho, quando um grupo de rebeldes de Suffolk alcançou o condado e se espalhou para oeste em direção aos Fens e a nordeste em direção a Norwich e Yarmouth. Como em outras partes do país, houve uma agitação generalizada, durante a qual propriedades e documentos oficiais foram destruídos e várias pessoas foram sumariamente executadas.

## Liderança

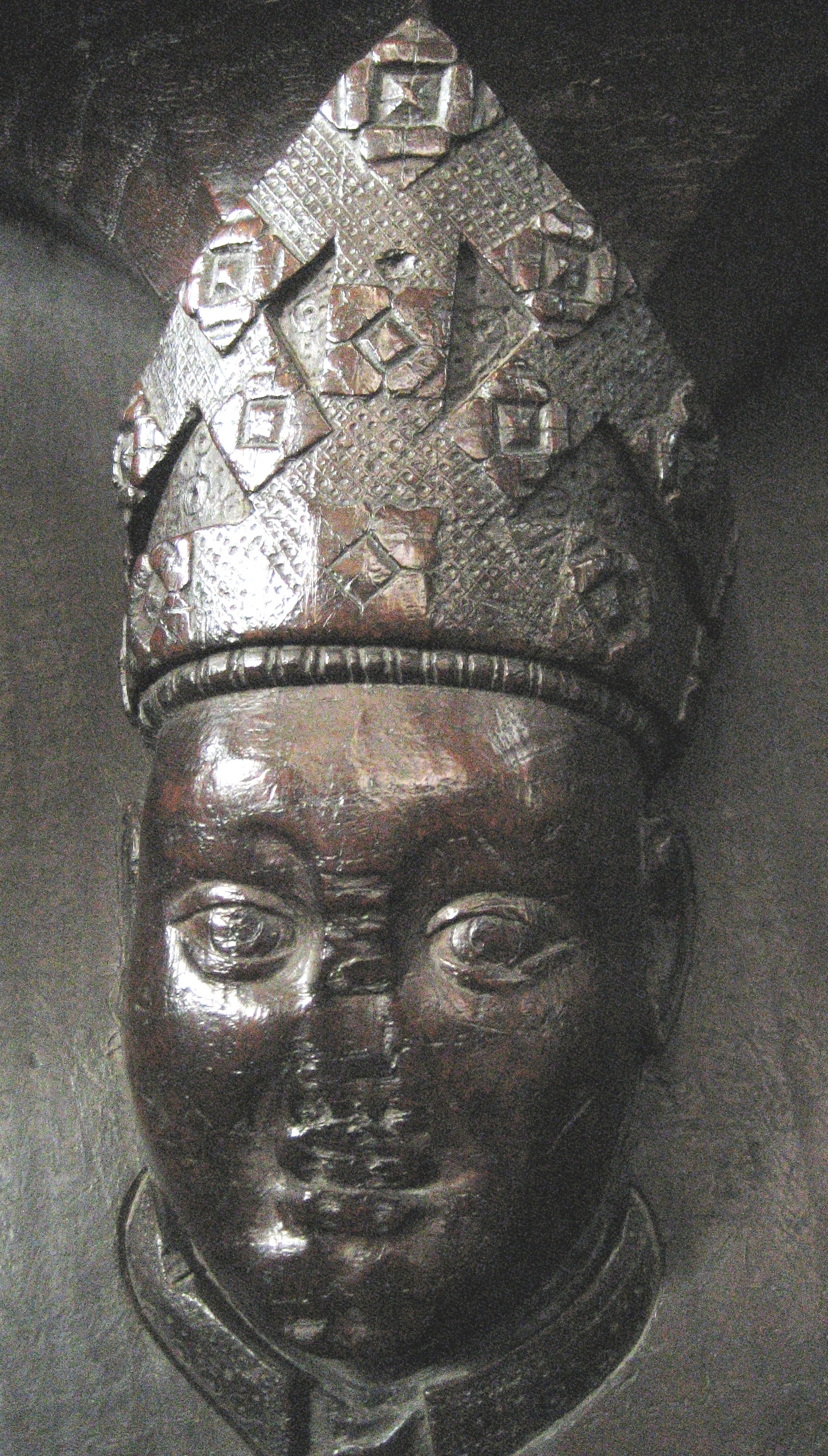
Henrique Despenser, o "Bispo Guerreiro", retratado em uma misericórdia na King's Lynn Minster

Henrique Despenser (c. 1341–1406) foi um nobre inglês que em sua juventude havia sido soldado na Itália e que em 1370 se tornou bispo de Norwich. Obteve a reputação de "Bispo Guerreiro" após participar da supressão dos rebeldes de Norfolk durante a Revolta dos Camponeses e, mais tarde, embarcar em uma empresa malfadada para o Papa Urbano VI, que em 1382 o empregou para liderar uma cruzada em Flandres contra os partidários do antipapa Clemente VII. Por sua derrota no cerco de Ypres (1383), Despenser foi cassado no Parlamento, atingido e privado de suas terras. Mais tarde, ele recuperou suas posses e favorecimento do rei. Em 1399, Henrique de Bolingbroke desembarcou em Ravenspurn, em Yorkshire, e a campanha militar que se seguiu resultou na abdicação de Ricardo. Despenser permaneceu fiel a Ricardo: posteriormente ele foi preso, mas depois reconciliado com o novo rei. Morreu em sua diocese em North Elmham em 23 de agosto de 1406.
Pouco se sabe sobre Geoffrey Litster (também chamado por cronistas medievais como Iohanne Lyttestere e Jekke Litster), um tintureiro moderadamente rico da vila de Felmingham em Norfolk. Ele é registrado pela primeira vez nas declarações feitas pelos coletores do imposto por cabeça de 1379 em Norfolk. Como camponeses, ele e seus homens não teriam sido treinados nem equipados para lutar contra a força totalmente armada e treinada de Despenser. Geoffrey Litster foi capturado após a batalha e executado logo depois em North Walsham.

## Eventos em Norfolk antes da batalha
Durante o verão de 1381, a insurreição se espalhou do sudeste da Inglaterra para outras partes do país, incluindo a diocese de Norwich, onde a rebelião durou menos de quinze dias. Em 14 de junho, um grupo de rebeldes chegou a Thetford, e de lá a revolta se espalhou pelo sudoeste de Norfolk em direção a Fens. Ao mesmo tempo, homens liderados por Geoffrey Litster atravessaram a parte nordeste do condado e tentaram angariar apoio em toda a área local. Nos dias seguintes, os rebeldes convergiram para Norwich, Lynn e Swaffham. Norwich, então uma das maiores e mais importantes cidades do reino, foi tomada e ocupada por Litster e seus seguidores, que destruíram a propriedade de qualquer um visto como inimigo (como cobradores de impostos e funcionários importantes). Os rebeldes de Norwich então viajaram para Yarmouth, destruindo registros legais e posses de proprietários de terras, enquanto outros insurgentes que se deslocavam pelo nordeste de Norfolk destruíram papéis da corte e documentos fiscais. Houve vários incidentes de pilhagem e extorsão em todo o condado.

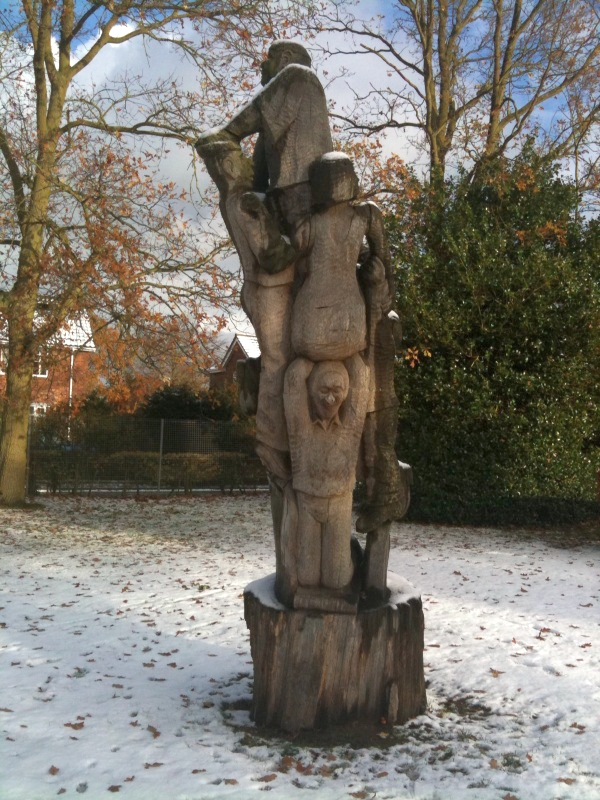
Uma escultura moderna em North Walsham, comemorando a Revolta dos Camponeses

O Anonimalle Chronicle fornece um relato claro da agitação na Ânglia Oriental. Ao saber da rebelião, Despenser agiu rapidamente, movendo-se por Cambridgeshire, Suffolk e Norfolk de sua casa em Burley, Rutland. Sua força armada consistia inicialmente numa comitiva pessoal, mas cresceu à medida que se juntavam a ele cavaleiros e outros homens que anteriormente não ousavam enfrentar os rebeldes. Segundo o historiador Edgar Powell, o bispo assumiu a tarefa de lidar com a revolta em sua diocese e punir os rebeldes. Ele estava envolvido em esmagar rebeliões em Peterborough e em outros lugares, antes de passar para suprimir as revoltas em Cambridge. As autoridades foram alertadas para o chamado em Norfolk para que os homens se juntassem à rebelião de Litster. Em 17 de junho, rebeldes do norte e leste do condado reuniram-se em Mousehold Heath, nos arredores de Norwich: pouco depois, Sir Robert Salle, que havia saído da cidade para falar com o povo, foi morto. De acordo com Walsingham, o cavaleiro morreu logo após ter sido "golpeado na cabeça por um rústico que era um de seus próprios servos". Os rebeldes então entraram em Norwich e causaram estragos, destruindo propriedades e matando cidadãos proeminentes. Outras casas e propriedades da igreja dentro do condado (como em Yarmouth) foram atacadas pelos rebeldes neste momento.
Litster estava no Thorpe Market em 21 de junho e no dia seguinte Despenser havia chegado perto de Felmingham. Ouvindo que os insurgentes estavam perto, o bispo viajou a curta distância de Felmingham para North Walsham Heath, onde encontrou o líder rebelde e seus homens.

## Batalha e consequências
Não há relatos de testemunhas oculares da batalha que foi travada em North Walsham em 25 ou 26 de junho de 1381. O cronista contemporâneo Thomas Walsingham relatou que houve um combate feroz em North Walsham Heath, ao sul da cidade, no qual "o bispo guerreiro" liderou um ataque bem-sucedido à posição entrincheirada dos rebeldes. As "Inquisições de Escheats" da época que nomeiam Litster também incluíam os nomes de rebeldes da cidade que foram mortos, dando fortes evidências de que os insurretos sofreram uma derrota severa. De acordo com Walsingham, os rebeldes foram derrotados enquanto fugiam pela floresta e cortados quando foram encontrados. Escrevendo no século XIX, Walter Rye citou um homem local: "Eles dizem que muitos homens estão enterrados naquele terreno".. A crença local de que a igreja paroquial em North Walsham foi palco de um banho de sangue após a batalha não pode ser comprovada usando documentos históricos. Muitas fontes de informação falam de um massacre em North Walsham, no relato de eventos de Chase: "Os rebeldes fugiram confusos de volta para a cidade, muitos buscando refúgio na igreja que, talvez, eles ajudaram a construir. Diz-se que a cruz à beira do caminho marca o local onde a batalha foi travada. Existem os restos de duas outras cruzes no suposto local da batalha, que na época era todo charneca. O bispo Le Spencer seguiu os rebeldes e matou todos os que foram capturados, não mostrando respeito pelo santuário para o qual haviam se retirado."
De acordo com The Book of Illustrious Henries, escrito pelo historiador do século XV John Capgrave, houve muito pouca luta. O cronista relatou que, "mas pela boa gestão do bispo e de outros homens que ali se reuniram, todo o povo se rendeu, regozijando-se por poder retirar-se em paz. O próprio Jack Litster, pulando um muro, se escondeu em um milharal".
Inevitavelmente, o "rei" dos rebeldes foi encontrado. Walsingham e Capgrave concordam que após a captura de Geoffrey Litster, ele foi levado para North Walsham e lá foi enforcado, arrastado e esquartejado. De acordo com a crônica de Capgrave, "O traidor foi procurado e achado; foi capturado e decapitado; e, dividido em quatro partes, foi enviado pelo país para Norwich, Yarmouth e Lynn, e para o local de sua mansão; que rebeldes e insurgentes contra a paz possam saber com que fim terminarão sua carreira". Walsingham escreveu um relato da misericórdia demonstrada pelo bispo a Litster durante sua execução: "Depois de ouvir sua confissão e absolvê-lo em virtude de seu ofício, ele o seguiu até a forca, mostrando, embora o tivesse vencido, um ato de bondade e piedade, pois ele apoiou sua cabeça para que não fosse machucada pelo chão quando ele estava sendo puxado para o enforcamento".
A viúva de Litster, Agnes, foi posteriormente perseguida pelas autoridades e obrigada a pagar suas dívidas pendentes (no valor de 33 xelins e nove pence).

## Comemoração da batalha

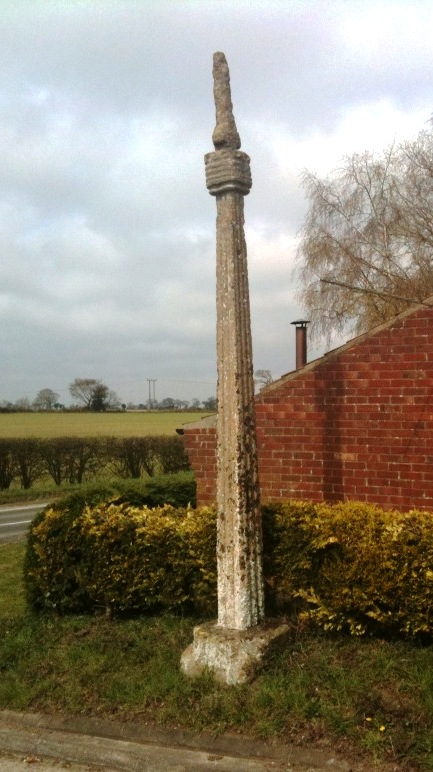
Uma das três cruzes medievais perto do local da batalha

O local da batalha é um dos únicos cinco campos de combate em Norfolk que são reconhecidos pelo Conselho do Condado da cidade. A batalha foi comemorada por três cruzes de pedra medievais: uma em terreno privado; outra (agora um toco) foi realocada pelo Conselho Distrital Urbano de North Walsham em 1932 e pode ser encontrada próxima à beira da estrada pelo castelo d'água da cidade; a terceira cruz (ilustrada ao lado) foi movida e usada como marcador de fronteira paroquial. Ele está situado na Heath Road, fora da Norwich Road.